# Мелітіна Станюта
Мелітіна Станюта (нар. 15 листопада 1993, Мінськ, Білорусь) — білоруська гімнастка (художня гімнастика). Багаторазова призерка чемпіонатів світу та Європи з художньої гімнастики.

## Біографія
Мелітіна Станюта народилася 15 листопада 1993 року у Мінську. Почала займатися художньою гімнастикою у 1998 році. У 2005 році почала тренуватися під керівництвом Лариси Лук'яненко та потрапила до національної збірної. Станюта протягом спортивної кар'єри неодноразово ставала призеркою чемпіонатів світу та Європи.

## Виступи на Олімпіадах
| Олімпіада           | Дисципліна                  | Місце |
| ------------------- | --------------------------- | ----- |
| Лондон 2012         | Індивідуальне багатоборство | 12    |
| Ріо-де-Жанейро 2016 | Індивідуальне багатоборство | 4     |